# Bill Vukovich
William John „Bill“ Vukovich, eigentlich Vaso Vucurovic, (* 13. Dezember 1918 in Fresno, Kalifornien; † 30. Mai 1955 in Indianapolis, Indiana) war ein US-amerikanischer Autorennfahrer. Er war in der Mitte der 1950er-Jahre der dominierende Fahrer der Indianapolis 500.

## Karriere
Vukovich, der serbischer Abstammung war, musste sich nach dem frühen Tod des Vaters mit Gelegenheitsarbeiten seinen Unterhalt verdienen, bis er 1937 mit dem Motorsport begann. Zusammen mit seinem Bruder Eli durchquerte er mit seinem Lastwagen, auf dem ein Rennwagen aufgeladen war, das Land, um bei möglichst vielen Rennen starten zu können. Oft schliefen sie im Lastwagen, und die Preisgelder ermöglichten ihnen ein bescheidenes Einkommen.
Nach dem Zweiten Weltkrieg kaufte er ein Midget-Car und dominierte damit die Rennszene in dieser Klasse in den späten 1940ern.
1951 startete er das erste Mal bei den Indianapolis 500, und obwohl er nach 29 Runden ausschied, wurde der Teamchef Howard Keck auf ihn aufmerksam und verschaffte ihm für 1952 einen Kurtis Kraft-Offenhauser, damals das beste Auto in Indianapolis.
Das 500-Meilen-Rennen von 1952 brachte den Durchbruch. In der 32. Runde übernahm Vukovich die Führung und behielt sie bis acht Runden vor Schluss, als er nach einem mechanischen Defekt in die Streckenbegrenzung fuhr.
1953 konnte er endlich den verdienten Sieg feiern, in überlegener Manier führte er 195 der 200 Runden. 1954 wiederholte er seinen Sieg. Mit dem Preisgeld erwarb er eine Tankstelle in Fresno, er hatte seine armen Jugendjahre noch in Erinnerung und wollte seiner Familie ein Einkommen sichern.
Bei dem 500-Meilen-Rennen von Indianapolis 1955 sah es danach aus, als ob mit Vukovich der erste Fahrer dreimal hintereinander in Indianapolis gewinnen könnte. Doch in der 55. Runde passierte die Tragödie: Rodger Ward drehte sich, in der nachfolgenden Massenkollision erlitt Vukovich tödliche Schädelfrakturen.
Es war einer jener Unfälle, die neben Alberto Ascaris Unfalltod und der Tragödie beim 24-Stunden-Rennen von Le Mans, bei der 80 Zuschauer den Tod fanden, die Automobil-Weltmeisterschaft 1955 als Katastrophenjahr in die Motorsportannalen eingehen ließen.
Da das Indianapolis 500 zu seiner aktiven Zeit auch zur Fahrerweltmeisterschaft der Formel 1 zählten, stehen für ihn auch zwei Grand-Prix-Siege zu Buche.

## Statistik

### Grand-Prix-Siege
| - 1953 Indianapolis 500 (Indianapolis) | - 1954 Indianapolis 500 (Indianapolis) |

### Indy-500-Ergebnisse
| Jahr | Startnr. | Start | Qual (km/h) | Ergebnis | Runden | Führung | Ausfall          |
| ---- | -------- | ----- | ----------- | -------- | ------ | ------- | ---------------- |
| 1950 | 10       | DNQ   |             |          |        |         |                  |
| 1950 | 87       | DNQ   |             |          |        |         |                  |
| 1951 | 81       | 20    | 215,182     | 29       | 29     | 0       | Öltank           |
| 1952 | 26       | 8     | 222,408     | 17       | 191    | 150     | Unfall           |
| 1953 | 14       | 1     | 222,697     | 1        | 200    | 195     |                  |
| 1954 | 14       | 19    | 222,408     | 1        | 200    | 90      |                  |
| 1955 | 4        | 5     | 227,010     | 25       | 56     | 50      | tödlicher Unfall |

| Legende  | Legende            | Legende                                                          |
| Farbe    | Abkürzung          | Bedeutung                                                        |
| -------- | ------------------ | ---------------------------------------------------------------- |
| Gold     | –                  | Sieg                                                             |
| Silber   | –                  | 2. Platz                                                         |
| Bronze   | –                  | 3. Platz                                                         |
| Grün     | –                  | Platzierung in den Punkten                                       |
| Blau     | –                  | Klassifiziert außerhalb der Punkteränge                          |
| Violett  | DNF                | Rennen nicht beendet (did not finish)                            |
| Violett  | NC                 | nicht klassifiziert (not classified)                             |
| Rot      | DNQ                | nicht qualifiziert (did not qualify)                             |
| Rot      | DNPQ               | in Vorqualifikation gescheitert (did not pre-qualify)            |
| Schwarz  | DSQ                | disqualifiziert (disqualified)                                   |
| Weiß     | DNS                | nicht am Start (did not start)                                   |
| Weiß     | WD                 | zurückgezogen (withdrawn)                                        |
| Hellblau | PO                 | nur am Training teilgenommen (practiced only)                    |
| Hellblau | TD                 | Freitags-Testfahrer (test driver)                                |
| ohne     | DNP                | nicht am Training teilgenommen (did not practice)                |
| ohne     | INJ                | verletzt oder krank (injured)                                    |
| ohne     | EX                 | ausgeschlossen (excluded)                                        |
| ohne     | DNA                | nicht erschienen (did not arrive)                                |
| ohne     | C                  | Rennen abgesagt (cancelled)                                      |
| ohne     | keine WM-Teilnahme |                                                                  |
| sonstige | P/fett             | Pole-Position                                                    |
| sonstige | 1/2/3/4/5/6/7/8    | Punktplatzierung im Sprint-/Qualifikationsrennen                 |
| sonstige | SR/kursiv          | Schnellste Rennrunde                                             |
| sonstige | *                  | nicht im Ziel, aufgrund der zurückgelegten Distanz aber gewertet |
| sonstige | ()                 | Streichresultate                                                 |
| sonstige | unterstrichen      | Führender in der Gesamtwertung                                   |

### Einzelergebnisse in der Sportwagen-Weltmeisterschaft
| Saison | Team          | Rennwagen     | 1   | 2   | 3   | 4   | 5   | 6   | 7   |
| ------ | ------------- | ------------- | --- | --- | --- | --- | --- | --- | --- |
| 1953   | Hilton Motors | Lincoln Capri | SEB | MIM | LEM | SPA | NÜR | RTT | CAP |
| 1953   | Hilton Motors | Lincoln Capri |     |     |     | DNF |     |     |     |
| 1954   | Lincoln       | Lincoln Capri | BUA | SEB | MIM | LEM | RTT | CAP |     |
| 1954   | Lincoln       | Lincoln Capri |     |     | DNF |     |     |     |     |